# Mitane
Mitane (三種町?) è una cittadina giapponese della prefettura di Akita.